# Islam en Costa Rica
El Islam en Costa Rica hace referencia a la práctica y culto del Islam por parte de una minoría poblacional en la República de Costa Rica. Sin un número oficial por parte de alguna entidad estatal, se considera que el número de musulmanes en Costa Rica podría ser entre 1000 y 1500 personas, la mayoría inmigrantes de Argelia, India, Bosnia, Irak, Irán, Líbano, Marruecos, Egipto, Somalia, Pakistán, Palestina y Siria. Este número incluye musulmanes que han emigrado a territorio costarricense así como también aquellos costarricenses que han abrazado la fe islámica por medio de la conversión, cuyo número se calcula en unos 100. Se desconoce también con exactitud el número de musulmanes que corresponden a las facciones sunita y chiita aunque por lo general se considera que los sunnitas son mayoría.

## Historia
Las primeras migraciones de árabes hacia Costa Rica se remontan a principios del siglo XX y eran en su mayoría de libaneses. Algunos de estos inmigrantes cargaban los nombres de familia Ayales, Salom, Yamuni y Beirute. Miembros de segundas y terceras generaciones de estas familias que emigraron hacia Costa Rica han ocupado cargos de importancia dentro de la Administración Pública en diferentes gobiernos así como empresas que vieron la luz durante la segunda mitad del siglo XX y aún forman parte del mercado. Algunas de estas familias provienen de ramas orientales del cristianismo (Iglesia Maronita) y actualmente profesan la religión católica. Posteriores migraciones de pobladores árabes se suscitaron a mediados del siglo XX en muchos casos por parte de refugiados que escapaban de distintos conflictos bélicos que aquejaron Oriente Medio y África del Norte principalmente de libaneses y palestinos. Uno de los primeros residentes musulmanes del país fue el médico palestino Abdul Sasa quien recuerda que 1976 sólo había cuatro musulmanes en toda Costa Rica.
La Política Exterior costarricense ha sido particularmente cercana con los intereses del Estado de Israel, siendo la República de Costa Rica una de las naciones que dio su voto para la aceptación de esa nación como miembro de las Naciones Unidas en 1947, así como una alta inmigración de polacos de origen judío al país en tiempos de preguerra y postguerra. Costa Rica y El Salvador fueron hasta 2007 los únicos países que mantenían sus sedes diplomáticas en la ciudad de Jerusalén. Durante la administración de Óscar Arias Sánchez se reubicó la embajada de Costa Rica en Jerusalén a Tel Aviv. Posteriormente se dio un acercamiento diplomático con el Estado de Palestina, propiamente con la representación de la Autoridad Nacional Palestina ante las Naciones Unidas en la ciudad de Nueva York. Se nombró como embajador plenipotenciario para Costa Rica a Riad Mansur, empero no existe actualmente embajada del Estado de Palestina en Costa Rica y Riad Mansur continúa ejerciendo su cargo de embajador ante las Naciones Unidas.

## Organizaciones
Actualmente existen tres mezquitas en Costa Rica; la Mezquita de Omar (suní) ubicada en el barrio de Montelimar en el cantón de Goicoechea, que se reúne los viernes en la tarde y es administrada por el Centro Cultural Musulmán.  Esta fue la primera del país y fue fundada en 2002. Es oficiada por el sheikh de origen egipcio Omar Abdel Aziz y afiliada a la Organización Islámica para la Educación, la Ciencia y la Cultura con sede en Rabat, Marruecos. La Mezquita Luz y Fe, también suní, se localiza en San José central y es auspiciada por Jennifer Rashida Torres. La mezquita chií está auspiciada por el Centro Cultural Sahar y se sitúa en San José. Antes de la fundación de la mezquita chií los chiíes se congregaban a orar en una casa particular o asistían sin problemas a la mezquita suní.

## Musulmanes costarricenses destacados
- Mahmud Sassa, médico y activista palestino.
- Mohamed Aquil Alí, empresario, expresidente del Club Sport Herediano canadiense, de origen mozambiqueño.